# Arkady Dokhoyan
Arkady Dokhoyan (12 agosto 1977) è un ex calciatore armeno, di ruolo difensore.

## Carriera
Fratello del calciatore Karen Dokhoyan, esordisce in Nazionale a 23 anni nella partita contro l'Uzbekistan del 12 febbraio 2001.
Si è ritirato prematuramente a causa di un grave infortunio.